# Boktjärnen, Västergötland
Boktjärnen är en sjö i Härryda kommun i Västergötland och ingår i Göta älvs huvudavrinningsområde. Sjöns area är 0,037 kvadratkilometer och den är belägen 94 meter över havet.